# Кёниг, Альфонс
Альфо́нс Кёниг (нем. Alfons König), 29 декабря 1898 — 8 июля 1944) — немецкий офицер, участник Первой и Второй мировых войн, полковник. Кавалер Рыцарского креста с Дубовыми листьями и Мечами.

## Начало военной карьеры
Во время Первой мировой войны добровольцем вступил в армию, служил в горно-пехотном батальоне. После войны уволился из армии.
Вновь поступил на службу в вермахт в 1937 году, в звании лейтенант резерва (то есть без окончания военного училища). С 1939 года — командир пехотной роты, старший лейтенант.

## Вторая мировая война
Участвовал в Польской и Французской кампаниях, награждён Железными крестами обеих степеней, а также Рыцарским крестом (в декабре 1940).
С 22 июня 1941 года участвовал в германо-советской войне, в звании капитана командовал батальоном 57-й пехотной дивизии (бои на Украине).
В феврале 1943 года за бои в районе Харькова награждён Дубовыми листьями (№ 194) к Рыцарскому кресту. В ноябре 1943 года назначен командиром 199-го гренадерского полка, произведён в звание подполковника.
В июне 1944 года за бои на Днепре и в Черкасском котле награждён Мечами (№ 70) к Рыцарскому кресту с Дубовыми листьями.
8 июля 1944 года подполковник Кёниг погиб в бою в Бобруйском котле. Посмертно произведён в звание полковника.